# Thomas J. Bliley

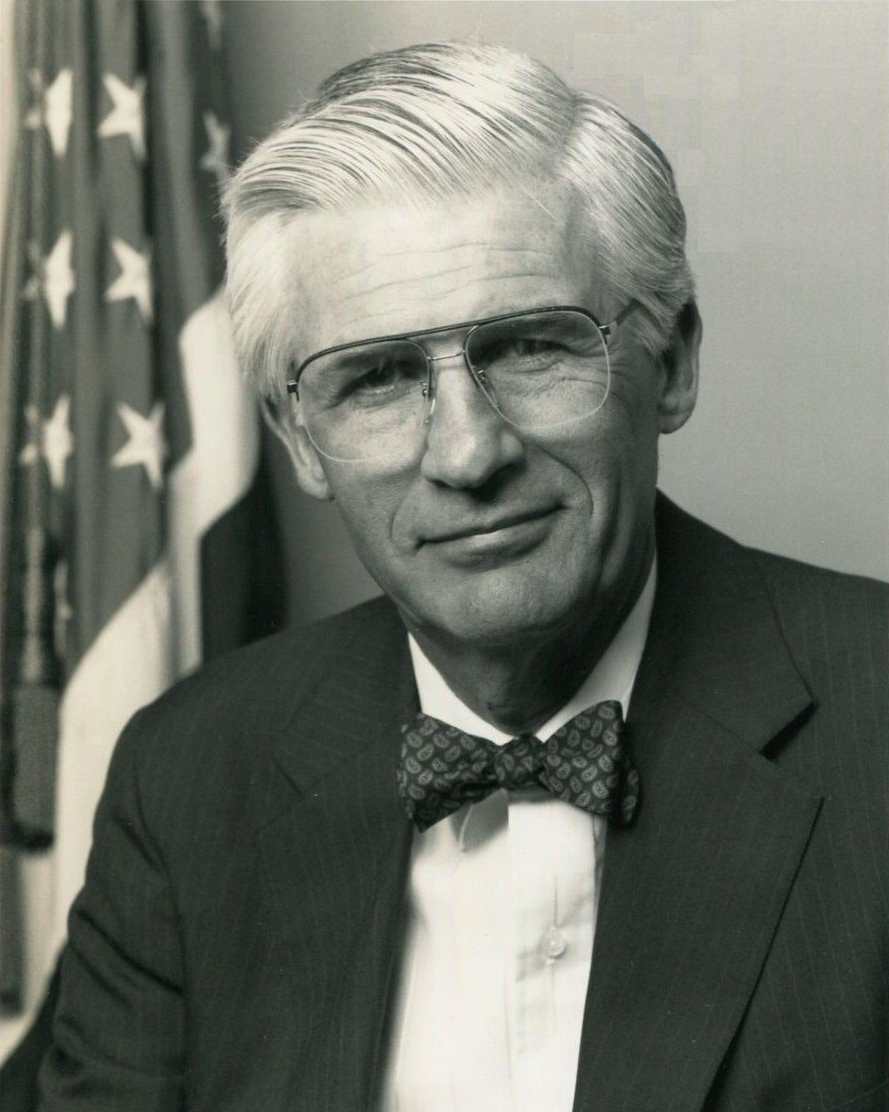
Thomas J. Bliley

Thomas Jerome „Tom“ Bliley Jr. (* 28. Januar 1932 im Chesterfield County, Virginia; † 16. November 2023 in Henrico County, Virginia) war ein US-amerikanischer Politiker. Zwischen 1981 und 2001 vertrat er den Bundesstaat Virginia im US-Repräsentantenhaus.

## Werdegang
Thomas Bliley besuchte zunächst private Schulen. Im Jahr 1948 absolvierte er die Benedictine High School in Richmond. Danach studierte er bis 1952 an der Georgetown University in Washington, D.C. Zwischen 1952 und 1955 diente er in der US Navy. In den folgenden Jahren arbeitete er für das familieneigene Beerdigungsinstitut Joseph W. Bliley Co. Funeral Home, dessen Präsident er wurde. Gleichzeitig schlug er als Mitglied der Republikanischen Partei eine politische Laufbahn ein. Zwischen 1968 und 1970 war er zunächst stellvertretender Bürgermeister und von 1970 bis 1977 Bürgermeister von Richmond.
Bei den Kongresswahlen des Jahres 1980 wurde Bliley im dritten Wahlbezirk von Virginia in das US-Repräsentantenhaus in Washington, D.C. gewählt, wo er am 3. Januar 1981 die Nachfolge von David E. Satterfield antrat. Nach neun Wiederwahlen konnte er bis zum 3. Januar 2001 zehn Legislaturperioden im Kongress absolvieren. Seit 1993 vertrat er als Nachfolger von George Allen den siebten Distrikt seines Staates. Seit 1995 war er Vorsitzender des Handelsausschusses.
Im Jahr 2000 verzichtete Thomas Bliley auf eine weitere Kandidatur. Er war verheiratet und hat zwei erwachsene Kinder.